# McClendon Whitewater Center
 (février 2025).
Le McClendon Whitewater Center est un stade d'eaux vives américain sur les bords de l'Oklahoma River à Oklahoma City, dans l'Oklahoma. Ouvert en 2016, il porte le nom d'Aubrey McClendon (en), entrepreneur ayant fondé Chesapeake Energy. Le site doit accueillir les épreuves de slalom du canoë-kayak lors des Jeux olympiques d'été de 2028, organisés à Los Angeles, en Californie.